# 범어사 대웅전 삼장보살도
부산 범어사 대웅전 삼장보살도(釜山 梵魚寺 大雄殿 三藏菩薩圖)는 2006년 11월 25일 부산광역시의 유형문화재 제68호로 지정되었다.

## 참고 자료
- 부산 범어사 대웅전 삼장보살도 - 국가유산청 국가유산포털